# Cilia Flores
Cilia Flores, née le 15 octobre 1953 à Tinaquillo au Venezuela, est une avocate et femme d'État vénézuélienne. Membre du Parti socialiste unifié du Venezuela (PSUV), elle est présidente de l'Assemblée nationale entre 2006 et 2011 et, épouse du président Nicolás Maduro, Première dame du Venezuela depuis 2013.

## Biographie
C'est une avocate, qui fait partie des défenseurs d'Hugo Chávez quand ce dernier se retrouve en prison après le coup d’État manqué de 1992. Durant la présidence d'Hugo Chávez, de février 1999 à mars 2013, elle est députée, présidente du Parlement de 2006 à 2011, et procureure. Elle fait l'objet de critiques pour népotisme après avoir fait embaucher 37 personnes de sa famille au sein de l’Assemblée nationale.
En juillet 2013, elle se marie avec Nicolás Maduro, avec qui elle était en couple depuis les années 1990, qui a accédé à la présidence de l’État en mars, à la suite de la mort d'Hugo Chávez. Le 30 juillet 2017, elle est élue membre de l'Assemblée nationale constituante mise en place par son mari pour élaborer une nouvelle constitution, une élection à laquelle l'opposition ne participe pas.
Le 25 septembre 2018, elle fait l'objet de sanctions économiques américaines.

## Vie privée
Avec son époux, elle est une adepte du gourou indien Sathya Sai Baba.

## Sources
- (en) Cet article est partiellement ou en totalité issu de l’article de Wikipédia en anglais intitulé « Cilia Flores » (voir la liste des auteurs).